# Battaglia di Clausen
La battaglia di Clausen (o Klausen) fu uno degli ultimi episodi della guerra di successione polacca e venne combattuta il 20 ottobre 1735 nei pressi della città di Klausen - che all'epoca era parte dell'Elettorato di Treviri, uno Stato parte del Sacro Romano Impero – tra le forze francesi guidate dal maresciallo François de Franquetot de Coigny, che vennero sconfitte dall'esercito austriaco comandato da Friedrich Heinrich von Seckendorff.

## Contesto
La prima fase della guerra di successione polacca si concluse con l'occupazione da parte del Regno di Francia della riva occidentale del Reno fino a Magonza. Le forze asburgiche – poste sotto il comando del principe Eugenio di Savoia – si asserragliarono su una posizione difensiva dalla parte opposta dove ricevettero rinforzi provenienti dalla Russia (circa 10 000 soldati guidati dal generale Peter Lacy).
Nel frattempo iniziarono una serie di contatti diplomatici grazie alla mediazione della Gran Bretagna e della Repubblica delle Sette Province Unite – che erano rimaste neutrali – per arrivare ad una conclusione della guerra. Il principe Eugenio venne dunque richiamato a Vienna per prendere parte ai negoziati lasciando il comando a Carlo Alessandro, duca di Württemberg.
Nel 1735 tuttavia le ostilità ripresero a causa della Spagna (alleata della Francia) che cercava di estendere la propria influenza in Italia del Nord. Il conte Friedrich Heinrich von Seckendorff ottenne così l'autorizzazione dal duca di Württemberg di attaccare l'esercito francese per costringerlo a ritirarsi da Treviri.

## Le forze in campo
Il 20 settembre 1735 Seckendorff, alla testa di 41 battaglioni (circa 35 000 uomini), attraversò il Reno e mosse verso il fiume Mosella. Il giorno stesso, per una coincidenza, il generale francese Charles Louis Auguste Fouquet de Belle-Isle lasciò Kaiserslautern e si diresse verso Bad Dürkheim. Qui, venuto a conoscenza dell'avanzata austriaca, si diresse verso Treviri per dare manforte alle truppe francesi lì acquartierate.
Belle-Isle dispiegò una linea difensiva lungo il fiume Ruwer, a sud della Mosella e inviò in ricognizione un reparto a Lieser.
Seckendorff raggiunse Stromberg il 5 ottobre e il giorno dopo proseguì la marcia verso Simmern. Nei pressi di Kirchberg la sua cavalleria ungheresi incontrò un reparto di dragoni francesi. Seckendorff poté contare sull'effetto sorpresa e l'8 ottobre conquistò anche Trarbach ordinando poi alle sue truppe di avanzare verso Monzelfeld.
L'11 ottobre Coigny decise di andare in soccorso di Belle-Isle e il 17 ottobre raggiunse Treviri, attraversò la Mosella e il 19 ottobre si accampò sulla riva nord del fiume.
Seckendorff, che inizialmente avrebbe voluto arrivare fino a Osann cambiò i suoi piani e marciò verso Klausen.

## La battaglia
Il 20 ottobre Coigny si mosse con e sue truppe verso Clausen. Seckendorff ordinò un attacco di cavalleria che però venne respinto. Nel pomeriggio iniziò la battaglia che verso sera era già terminata con le forze francesi che avevano avuto la peggio.
Coigny decise che la posizione di Seckendorff era troppo difficile da attaccare il giorno dopo si ritirò verso Hetzerath.